# Ambrose Manaton (Politiker, 1648)
Ambrose Manaton (* vor 17. Januar 1648; † zwischen 30. April und Oktober  1696) war ein englischer Politiker, der achtmal als Abgeordneter für das House of Commons gewählt wurde.

## Herkunft
Ambrose Manaton entstammte der Familie Manaton, einer Familie der Gentry von Cornwall. Er wurde am 17. Januar 1648 als ältester Sohn seines gleichnamigen Vaters Ambrose Manaton und dessen zweiten Frau Jane Mapowder getauft. Sein Vater war als jüngerer Sohn durch seine erste Heirat zu einem Grundbesitzer aufgestiegen, starb aber bereits 1651. Damit wurde Manaton zum Erben der Besitzungen seines Vaters, zu denen Trecarrell in Cornwall gehörte. Über seine Mutter erbte er dazu einen Teil der Güter seines Onkels Anthony Mapowder aus Holsworthy in Devon. Manaton besuchte 1666 Gray’s Inn und studierte 1667 am Exeter College in Oxford. 

## Politische Tätigkeit
Ab 1673 war Manaton in verschiedenen Verwaltungsausschüssen in Devon und Cornwall tätig, dazu wurde er vor 1680 Hauptmann der Miliz von Devon. Von seinem Vater hatte Manaton Grundbesitz im unweit von Trecarrell gelegenen Newport geerbt. Bei einer Nachwahl für das House of Commons setzte er sich im Februar 1678 gegen John Coryton und Sir Walter Yonge, 3. Baronet als Abgeordneter für das Borough durch. Bei der Unterhauswahl im Februar 1679 scheiterte aber seine Kandidatur für Camelford, wo er weitere Besitzungen besaß. Dagegen wurde er im März wieder als Abgeordneter für Newport gewählt. Nachdem er bereits zuvor kaum im House of Commons tätig gewesen war, blieb er im neuen Parlament völlig untätig und nahm selbst an der Abstimmung über die Exclusion Bill nicht teil. Im selben Jahr wurde er für ein Jahr Bürgermeister von Tintagel, so dass er im Herbst 1679 die Unterhauswahl im Borough Bossiney leitete. Er selbst wurde im Oktober als Abgeordneter für Newport wiedergewählt. Hatte er bislang aber eher mit der Opposition unter Shaftesbury sympathisiert, galt er nun als Unterstützer der Tories. 1681 wurde er erneut für Newport wiedergewählt, doch bei der Unterhauswahl 1685 wurde an seiner Stelle der junge John Speccott als Kandidat der Tories aufgestellt, so dass er aus dem House of Commons ausschied. 1688 schlug ihn der Earl of Bath wieder als neuen Kandidaten der Tories für Camelford vor. Bei der Unterhauswahl im Januar 1690 wurde er daraufhin zusammen mit seinem jüngeren Bruder Henry als Abgeordneter für Camelford gewählt. Seine gleichzeitige Kandidatur für Tavistock, wo er durch das Erbe seiner Frau Kilworthy House erworben hatte, scheiterte jedoch. Auch sein Einspruch gegen die Wahl wurde abgewiesen. Erneut blieb er politisch inaktiv und nahm auch an wichtigeren Abstimmungen nicht teil. Politisch galt er weiter eher als Tory, doch schien er gelegentlich auch die Politik von König Wilhelm III. unterstützt zu haben. Anfang 1696 unterzeichnete er unverzüglich die Association, eine Loyalitätsbekundung zugunsten des Königs. Seit 1689 hatte er das Amt eines Friedensrichters für Devon und seit 1692 das eines Friedensrichters für Cornwall inne. Bei der Unterhauswahl 1695 kandidierte er erneut sowohl für Camelford wie für Tavistock. Während er als Abgeordneter für Camelford wiedergewählt wurde, scheiterte erneut seine Kandidatur für Tavistock. Am 29. November 1695 erhob er gegen seine Niederlage Einspruch, dem am 13. März 1696 stattgegeben wurde. Nachdem er im März 1696 seine Wahl für Tavistock angenommen hatte, ließ er sich vom House of Commons beurlauben und starb, bevor er wieder an einer Sitzung teilnehmen konnte. Sein genaues Todesdatum ist ungewiss. Bereits in den Jahren zuvor mehrfach erkrankt, setzte er am 30. April 1696 sein Testament auf. Er soll am 1. Juni in Tavistock begraben worden sein, doch nach anderen Angaben starb er erst am 26. September oder im Oktober 1696. 

## Ehen und Erbe
Am 29. Oktober 1674 hatte Manaton Elizabeth Kelly, die einzige Tochter von William Kelly aus Tavistock in Devon geheiratet. Nach dem Tod ihres Vaters erbte sie Kilworthy House. Mit ihr hatte er einen Sohn, der jedoch bereits als Kind starb. Nach dem Tod seiner ersten Frau heiratete Manaton am 23. Oktober 1690 Rachel Carew (1669–1705), eine Tochter von John Carew, 3. Baronet aus Antony. Die Ehe blieb kinderlos. Nach Manatons Tod fielen seine Besitzungen an seinen jüngeren Bruder Henry. Für seine Witwe Rachel hatte er eine jährliche Zahlung von £ 300 vorgesehen. Rachel diente als loses Vorbild für den Roman Meine Cousine Rachel von Daphne du Maurier.